# Zak Blackhole

Zak Blackhole est une série de bande dessinée de science-fiction des frères Olivier et Stéphane Peru, coécrite avec Jean-Luc Cano. Son unique volume a été publié en 2004 par Soleil.

## Albums
- Zak Blackhole, Soleil :

1. Star Epidemy, 2004  (ISBN 2-84565-917-2).

## Thème
L'album relate les mésaventures humoristiques de mercenaires de l’espace qui écument les 1000 Galaxies.